# Willem II Tilburg
Willem II Tilburg este un club de fotbal din Tilburg, Țările de Jos care evoluează în Eredivisie.

## Titluri
- Eredivisie
  - Câștigători (3):  1916, 1952, 1955
- Eerste Divisie
  - Câștigători (2):  1957, 1965
- Cupa KNVB
  - Câștigători (2):  1944, 1963

## Jucători importanți
| - Bud Brocken - Romano Denneboom - Jean-Paul van Gastel - Jack de Gier - Wanny van Gils - Kew Jaliens - Ruben Kogeldans - Bert Konterman - Michel Kreek - John Lammers - Denny Landzaat | - Joris Mathijsen - Oscar Moens - Marc Overmars - Martijn Reuser - Jaap Stam - Mariano Bombarda - Tom Caluwé - Moussa Dembélé - Cristiano | - Tomáš Galásek - Jose Valencia Murillo - Sami Hyypiä - Joonas Kolkka - Mohamed Sylla - Adil Ramzi - Tarik Sektioui - Jimmy Calderwood - Scott Calderwood - Earnie Stewart - Jatto Ceesay |